# Roy Peplow
Roy Peplow   (West Bromwich, 19 de juliol de 1936 - Kinver, 26 de març de 2017) va ser un pilot de motociclisme anglès que va destacar en competicions de trial i enduro durant les dècades del 1950 i 1960.
Sempre com a pilot oficial de Triumph, Peplow va assolir un èxit notable amb motocicletes de petita cilindrada en competicions de trial. El 1959 va guanyar els Sis Dies d'Escòcia amb una Triumph Tiger Cub de 199 cc modificada, una moto que ha passat a la història del motociclisme com a la RUE 923 (el seu número de matrícula) pel fet d'haver estat la primera moto de petita cilindrada a guanyar els Sis Dies d'Escòcia de Trial. Aquella victòria va anunciar el final del domini de les feixugues motocicletes britàniques de gran cilindrada: pocs anys després, el 1965, Sammy Miller va guanyar els Sis Dies amb una Bultaco Sherpa T de 250 cc i va començar una nova era en l'esport del trial. De fet, Peplow va tenir una participació clau en aquesta fita, ja que el 1964 va ajudar el nord-irlandès quan aquest va anar a visitar Bultaco per primer cop i el va acompanyar durant les proves secretes del prototip de la Sherpa a la finca de Paco Bultó, el Mas de Sant Antoni, mentre Miller encara estava lligat per contracte amb Ariel.
Roy Peplow va formar part en diverses ocasions del combinat britànic per al Trofeu als ISDT, sempre amb una Triumph. Gran coneixedor de la dura prova, feia sovint tota mena de modificacions especials a les seves motocicletes per a millotar-ne el rendiment i resistència. El 1964 va entaular amistat amb Steve McQueen mentre ambdós competien als ISDT d'aquell any, celebrats a la RDA. Una de les actuacions més reeixides de Roy Peplow amb l'equip de la Gran Bretanya als ISDT va ser a l'edició de 1966, celebrada a Suècia, on participà al costat de Johnny Giles, Arthur Lampkin, Ken Heanes, Ray Sayer i Sammy Miller. Tots els membres de l'equip van guanyar la medalla d'or, però tot i que el de la Gran Bretanya va ser un dels dos únics equips que van acabar sense penalització, finalment la victòria se l'endugué l'altre, el de la RDA. La motocicleta que va pilotar Roy Peplow en aquella edició, una Triumph Tiger 100S/C de 490 cc, encara es conserva actualment.
La popularitat que va assolir Peplow a la seva època va fer que el conegut fabricant de caçadores per a motorista Barbour fes servir la seva imatge en una campanya de màrqueting.

## Palmarès al Campionat britànic de trial
Font:
| Any  | Motocicleta | Posició |
| ---- | ----------- | ------- |
| 1958 | Triumph     | 3r      |
| 1959 | Triumph     | 3r      |
| 1960 | Triumph     | 2n      |
| 1961 | Triumph     | 5è      |
| 1962 | Triumph     | ?       |
| 1963 | Triumph     | 12è     |
| 1964 | Triumph     | ?       |
| 1965 | Triumph     | 5è      |